# Isadelphus gallicola
Isadelphus gallicola är en stekelart som först beskrevs av Bridgman 1880.  Isadelphus gallicola ingår i släktet Isadelphus och familjen brokparasitsteklar. Arten är reproducerande i Sverige. Inga underarter finns listade i Catalogue of Life.